# Ozero Rudakovo
Ozero Rudakovo (ryska: Озеро Рудаково) är en sjö i Belarus.   Den ligger i voblasten Minsks voblast, i den norra delen av landet, 120 km norr om huvudstaden Minsk. Ozero Rudakovo ligger 184 meter över havet. Arean är 0,15 kvadratkilometer. Den ligger vid sjöarna  Vozera Mjastra och Vozera Mjadzel.
Omgivningarna runt Ozero Rudakovo är en mosaik av jordbruksmark och naturlig växtlighet. Runt Ozero Rudakovo är det glesbefolkat, med 19 invånare per kvadratkilometer.